# Marché interbancaire
Ne doit pas être confondu avec Marché des changes interbancaire.
Le marché des prêts interbancaire, ou simplement le marché interbancaire, est un marché où les professionnels du secteur bancaire (en particulier les banques) s'échangent des actifs financiers (emprunts ou prêts) à court terme, et où la banque centrale intervient également pour apporter ou reprendre des liquidités. C'est donc aussi le marché permettant à la Banque centrale (par exemple la Banque centrale européenne dans la zone euro) d'équilibrer le bilan des banques commerciales en cas de crise de liquidités.

## Intervenants
Ce sont les mêmes que ceux qui peuvent se refinancer auprès des banques centrales.
Il y a plusieurs catégories d'intervenant sur le marché interbancaire :
- les banques d'affaires : celles-ci gèrent les portefeuilles (titres) de leurs clients ;
- les établissements de crédit : les banques et les banques mutualistes et coopératives (les sociétés de crédits et les compagnies d'assurances n'y ayant pas accès) ;
- les Courtiers de banques devenus Agents des Marchés Interbancaires agréés par la Banque de France. Au cours des années 1990/2000, ils ont subi une forte concurrence étrangère, la perte de clients (fusion de banques), la disparition de nombreuses devises avec l'arrivée de l'Euro et la baisse drastique de leurs tarifs de courtage imposé par leur client, les banques. A cette époque les principales sociétés sur la place de Paris étaient : Finacor, Viel, Nicol , Maison Roussin et Grel. Concentration a été alors l'obligation faite pour les sociétés de ce secteur. Il existait 34 sociétés en 1990 et seulement 9 sociétés en 1998.
- la caisse des dépôts et consignation : entre autres, la banque des notaires.

## Taux
Il est possible de distinguer, bien qu'il puisse y avoir d'autres opérations financières :
- le marché interbancaire monétaire (voir marché monétaire) où ont lieu les placements et refinancements à très court terme.

Les taux moyens pratiqués sur ce marché pour chaque durée (de 1 mois à 12 mois) sont publiés chaque jour, sous l'appellation, pour la zone euro, d'Euribor (parfois traduit par Tibeur en français). Le taux au jour le jour est pour sa part appelé €STR. Euribor est un taux de terme (le taux de l'argent interbancaire à des échéances futures), tandis que l'€STR est un taux constaté (taux de l'argent interbancaire à des échéances passées).
- l'Open market, pour l'achat et la vente de titres à moyenne et longue durées (bons et obligations).

Le marché interbancaire est un marché de gré à gré (par opposition au marché organisé) : les intervenants traitent directement et librement entre eux, même s'ils peuvent également faire appel à l'intermédiation par un courtier.